# Звартевал
Звартевал (нід. Zwartewaal) — село в нідерландській провінції Південна Голландія. Входить до муніципалітету Ворне-ан-Зе.
Його площа — 9,52 км², а населення станом на 2021 рік становило 1905 осіб.
Перша згадка про населений пункт датується серединою 13-го сторіччя.
До 1980 року мало статус окремого муніципалітету.

## Галерея

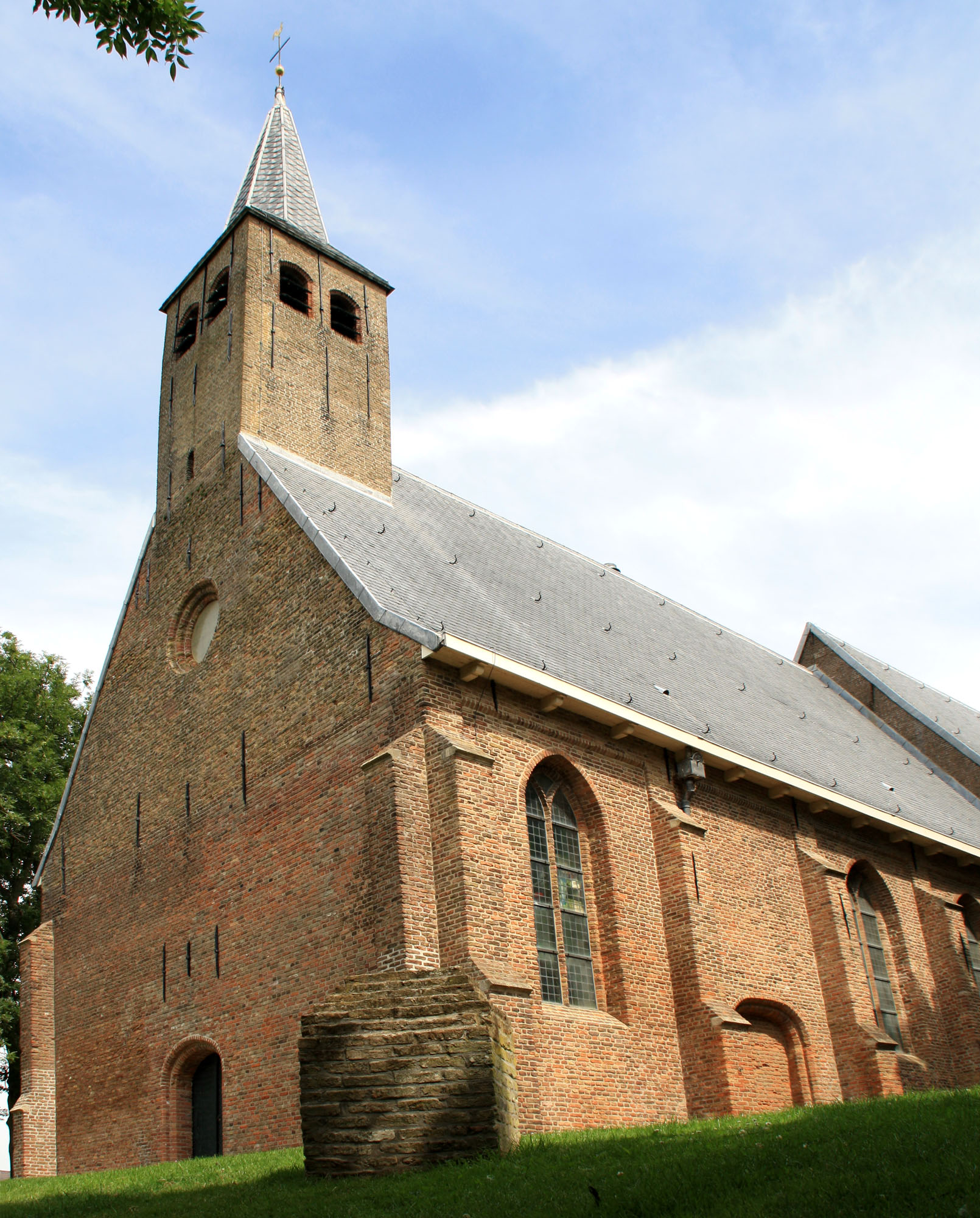
Реформістська церква
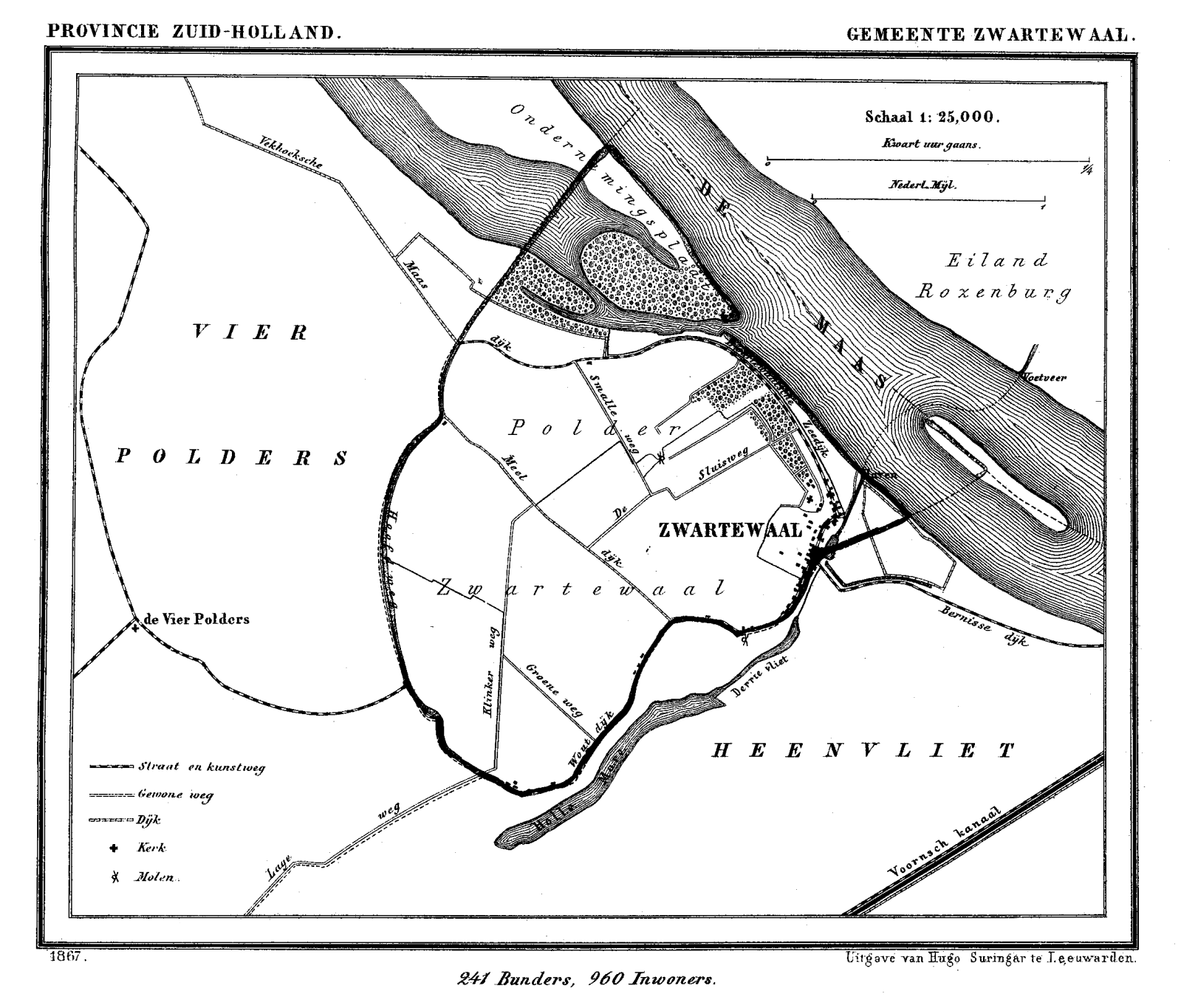
Історична мапа Звартевала й околиць (1867)